# Гандбол на літніх Олімпійських іграх 1972
Турнір з гандболу на літніх Олімпійських іграх 1972 року проводився вдруге, після 1936 року. Змагання проводились тільки серед чоловічих команд. У фінальних змаганнях взяло участь шістнадцять команд.
Команди були розбиті на чотири групи по чотири команди в кожній. Кожна команда повинна була зіграти з іншими командами в групі.
Найнижча команди в групі А грала з найнижчою в групі B, а остання в групах C і D грали між собою. Переможці цих ігор грали за 13 і 14 місця, а переможені грали один з одним за 15 і 16.
Команди, що зайняли треті місця грали між собою - група А з В, а C з D. Переможці цих ігор розігрували 9 і 10 місця. Переможені грали за 11 і 12 місця.
По дві найкращі команди з кожної групи вийшли в основний раунд, де були розділені на дві групи. Черговий раунд був зіграний в рамках цих груп.
Команди, що зайняли четверте місце в кожній з двох груп основного раунду грали один з одним за 7-й і 8-е місце. Команди на третьому місці команди грали один з одним за 5-й і 6-е місце. Збірні, що зайняли друге місце грали за бронзову медаль і 4-е місце. Переможці груп I та II грали один з одним за золото і срібло.

## Учасники
Кожній збірній було дозволено заявити в команду до 16 гравців, і всі вони мали право на участь в іграх. Японія заявила команду тільки з дванадцяти гравців.
У Іграх всього взяло участь 242 гандболісти з 16 країн:
Чехословаччина (16), Данія (16), НДР (16), ФРН (16), Угорщина (16), Ісландія (15), Японія (15), Норвегія (16), Польща (15), Романія (15), СРСР (15), Іспанія (15), Швеція (16), Туніс (15), США (15), Югославія (14).
В збірній Радянського Союзу з 15 гравців було 6 вихідців з України: Валерій Гассій, Михайло Іщенко, Юрій Лагутін, Олександр Рєзанов , Анатолій Шевченко, Іван Усатий.

## Фінальний раунд
- Classification 7/8
  - Швеція - Угорщина: 19-18

- Classification 5/6
  - СРСР - ФРН: 17-16

- Матч за бронзу 
  - Румунія - НДР: 19-16

- Фінал
  - Югославія - Чехословаччина: 21-16

## Медалісти
| Золото | Срібло | Бронза |
| Югославія (YUG)Abaz Arslanagić Petar Fajfrić Hrvoje Horvat Milorad Karalić Đorđe Lavrnić Milan Lazarević Zdravko Miljak Slobodan Mišković Branislav Pokrajac Nebojša Popović Miroslav Pribanić Albin Vidović Zoran Živković Zdenko Zorko | Чехословаччина (TCH) Ladislav Beneš František Brůna Vladimír Haber Vladimír Jarý Jiří Kavan Arnošt Klimčík Jaroslav Konečný František Králík Jindřich Krepindl Vincent Lafko Andrej Lukošík Pavel Mikeš Petr Pospíšil Ivan Satrapa Zdeněk Škára Jaroslav Škarvan | Румунія (ROU) Ştefan Birtalan Adrian Cosma Marin Dan Alexandru Dincă Cristian Gaţu Gheorghe Gruia Roland Gunesch Gabriel Kicsid Ghiţă Licu Cornel Penu Valentin Samungi Simion Schöbel Werner Stöckl Constantin Tudosie Radu Voina |